# Яромель
Яромель — село в Україні, у Луцькому районі Волинської області. Входить до складу Ківерцівської міської громади. Населення становить менше 83 особи.

## Історія
У 1906 році село Тростянецької волості Луцького повіту Волинської губернії. Відстань від повітового міста 34 верст, від волості 16. Дворів 26, мешканців 186.
Зараз село вимираюче, а територію скупає підприємець .
У 2018 —  2020 рр. у складі Тростянецької сільської громади (Волинська область).
19 липня 2020 року, в результаті адміністративно-територіальної реформи та ліквідації Ківерцівського району, село увійшло до складу Луцького району.

## Населення
Згідно з переписом УРСР 1989 року чисельність наявного населення села становила 122 особи, з яких 52 чоловіки та 70 жінок.
За переписом населення України 2001 року в селі мешкало 80 осіб.

### Мова
Розподіл населення за рідною мовою за даними перепису 2001 року:
| Мова       | Відсоток |
| ---------- | -------- |
| українська | 97,59 %  |
| білоруська | 1,20 %   |
| російська  | 1,20 %   |